# 阿部五郎
阿部 五郎（あべ ごろう、1904年（明治37年）3月19日 - 1963年（昭和38年）1月23日）は、日本の政治家。
初代公選徳島県知事。日本社会党の衆議院議員（5期）。徳島県立商業学校卒業。徳島県徳島市出身。

## 生涯
徳島市出身。徳島県立商業学校（現・徳島県立徳島商業高等学校）を卒業。久原鉱業に入社するも病気により退社、九州に転じ門司港の荷役事務員、労働共済会の主事などを経て労働農民党に入党。労働運動家となる。1930年徳島に帰郷、全国農民組合徳島支部連合会顧問となる。その後独学で司法科高等試験に合格し、徳島市内で弁護士を開業した。
終戦後の1945年、日本社会党に入党。同党徳島県連会長を務め、1947年4月5日に徳島県知事に当選。農地解放に力を入れた。退任後、1952年の第25回衆議院議員総選挙に徳島県全県区から立候補し、当選。
5期連続で議員を務め、議員在職中の1963年1月23日、糖尿病による心筋梗塞のため、東京都千代田区の九段議員宿舎で死去した。58歳没。同月25日、特旨を以て位記を追賜され、従四位勲二等に叙され、瑞宝章を追贈された。追悼演説は同年2月5日、衆議院本会議で同じ徳島県選出だった自民党所属の三木武夫が行った。墓所は徳島県徳島市寺町の浄智寺。